# Zakochany bez pamięci
Zakochany bez pamięci (oryg. Eternal Sunshine Of The Spotless Mind) – amerykański komediodramat science-fiction z 2004 roku w reżyserii Michela Gondry’ego.
Opowiada on o Joelu (Jim Carrey), który odkrywa, że jego wieloletnia dziewczyna Clementine, po rozpadnięciu się ich związku poddała się eksperymentalnej operacji doktora Howarda Mierzwiaka, polegającej na wymazaniu z pamięci wszelkich wspomnień o swoim byłym ukochanym.

## Tytuł oryginalny filmu
Oryginalny tytuł filmu, Eternal Sunshine Of The Spotless Mind, jest cytatem z poematu pt. List Heloizy do Abelarda (Eloise to Abelard) angielskiego poety Alexandra Pope’a. W tym poemacie dla nieszczęśliwej Heloizy ukojeniem może być zapomnienie.
| How happy is the blameless vestal's lot! The world forgetting, by the world forgot. Eternal sunshine of the spotless mind! Each pray'r accepted, and each wish resign'd; | Jakże szczęśliwi niewinni i bez skazy Zapomniany świat ludzi zapomnianych Nieśmiertelny czystego umysłu blask Modlitwy wysłuchane, życzeń brak. |

## Obsada
- Jim Carrey – Joel Barish
  - Ryan Whitney – młody Joel
- Kate Winslet – Clementine Kruczynski
- Elijah Wood – Patrick
- Mark Ruffalo – Stan Fink
- Jane Adams – Carrie Eakin
- David Cross – Rob Eakin
- Kirsten Dunst – Mary Svevo
- Thomas Jay Ryan – sąsiad Frank
- Tom Wilkinson – dr Howard Mierzwiak
- Debbon Ayer – pani Barish, matka Joela

## Nagrody i nominacje
Amerykańska Akademia Sztuki i Wiedzy Filmowej – Oscar
- Najlepszy scenariusz oryginalny – Charlie Kaufman, Michel Gondry, Pierre Bismuth
- nominacja: Najlepsza aktorka pierwszoplanowa – Kate Winslet

Hollywoodzkie Stowarzyszenie Prasy Zagranicznej – Złote Globy 2004
- nominacja: Najlepsza komedia lub musical
- nominacja: Najlepszy aktor w komedii lub musicalu – Jim Carrey
- nominacja: Najlepsza aktorka w komedii lub musicalu – Kate Winslet
- nominacja: Najlepszy scenariusz – Charlie Kaufman, Michel Gondry, Pierre Bismuth

Brytyjska Akademia Sztuk Filmowych i Telewizyjnych – BAFTA
- Najlepszy montaż – Valdís Óskarsdóttir
- Najlepszy scenariusz oryginalny – Charlie Kaufman, Michel Gondry, Pierre Bismuth
- nominacja: Najlepszy film
- nominacja: Nagroda im. Davida Leana za najlepszą reżyserię – Michel Gondry
- nominacja: Najlepsza aktorka pierwszoplanowa – Kate Winslet
- nominacja: Najlepszy aktor pierwszoplanowy – Jim Carrey

Akademia Science Fiction, Fantasy i Horroru – Saturn
- Najlepszy film sci-fi
- nominacja: Najlepsza aktorka – Kate Winslet
- nominacja: Najlepszy aktor – Jim Carrey
- nominacja: Najlepsza reżyseria – Michel Gondry
- nominacja: Najlepszy scenariusz – Charlie Kaufman, Michel Gondry, Pierre Bismuth
- nominacja: Najlepsze specjalne wydanie DVD

Międzynarodowa Akademia Prasy – Złota Satelita
- nominacja: Najlepsza aktorka w komedii lub musicalu – Kate Winslet
- nominacja: Najlepszy aktor w komedii lub musicalu – Jim Carrey
- nominacja: Najlepsze efekty specjalne

Gildia Aktorów Filmowych – Aktor
- nominacja: Najlepsza aktorka w roli głównej – Kate Winslet

Europejska Akademia Filmowa – Europejska Nagroda Filmowa
- nominacja: Najlepszy film zagraniczny roku – Screen International

Francuska Akademia Sztuki i Techniki Filmowej – Cezar
nominacja: Najlepszy film zagraniczny – Michel Gondry
Amerykański Instytut Filmowy
- nominacja: Oficjalna selekcja do kategorii film roku

Amerykańskie Stowarzyszenie Montażystów – Eddie
- nominacja: Najlepszy montaż komedii lub musicalu – Valdís Óskarsdóttir

Amerykańska Gildia Scenarzystów
- Najlepszy scenariusz oryginalny – Charlie Kaufman, Michel Gondry, Pierre Bismuth

Amerykańska Gildia Scenografów
- nominacja: Najlepsza scenografia w filmie współczesnym – Dan Leigh, David Stein, Ron von Blomberg

Amerykańska Gildia Kostiumologów
- nominacja: Najlepsze kostiumy w filmie współczesnym – Melissa Toth

Nagrody Amerykańskiej Publiczności (People’s Choice) – Kryształowa Statuetka
- nominacja: Ulubiony film
- nominacja: Ulubione ekranowe dopasowanie – Jim Carrey & Kate Winslet